# Алопово
Алопово— деревня в Жуковском районе Калужской области, в составе сельского поселения «Совхоз Победа».
Олуп — облупленный, прозвищное имя. Возможно от Лопь — саамы.

## География
Расположена на севере Калужской области, по обеим берегам реки Прогнанка, на административной границе Жуковского и Боровского районов.
Рядом — Спас-Прогнанье.

## Климат
Умеренно-континентальный с выраженными сезонами года: умеренно жаркое и влажное лето, умеренно холодная зима с устойчивым снежным покровом. Средняя температура июля +18 °C, января −9 °C. Теплый период длится в среднем около 220 дней.

## Население
| 2002 | 2010 |
| ---- | ---- |
| 4    | ↗29  |

## История
Самые ранние сведения об Алопово  приведены духовной грамоте 1410 года, составленной князем Владимиром Андреевичем Храбрым.«А благославил есмь сына, князя Семена, дал ему Боровеск с тамгою, и с мыты, и с селы, и с бортью, исо всеми пошлинами. А к Боровску волости: Го(а)личицы, Хопилева слободка, Истыя слободкою, Мужсковы треть с мытом Лопским, половина Шытова (погост Иванова Гора на Наре)».
Мужсков – вероятное городище, названное по речке, впадающей в Истью. Московские князи поставили на противоположном берегу Истьи Георгиевский погост, потом его сменил погост Спаса Преображения на Прогнани, вклинившийся между Мужсковым и Алопово — сейчас здесь деревня Машково и Машковский пруд. В духовной Ивана III (1504 год) пишется так: «Мушков с мытом с Лопским».
Вероятно, что при Иване IV окружающая местность была выделена в Вешковский стан.
В духовной Василия Ивановича IV 1572 года также упоминается Алопово.
Одно из главных направлений Вешковского стана  шло через Машково, Спас-Прогнань и Алопово, где брали мыт, так как попадали на территорию Суходольской волости, принадлежавшей Дмитрию Шемяке — великому князю Московскому.
В 1613 году по Дозору Боровского уезда за Пафнутьевым монастырём «пустошь Олопова».
В 1667 и 1744 году  Алопово — вотчина Пафнутьева монастыря.
В 1782 году деревня Алапова Экономического ведомства, бывшая Боровского Пафнутьева монастыря. Расположена по обе стороны Алоповскаго оврага, при деревне —пруд.
В 1870 году в деревне находились два ткацких производства крестьян Петра Софронова  и Степана Терентьева.
В 1880 году Алопово — деревня бывшая владельческая, бумажно-ткацкая фабрика. Входила в Добринскую волость.
В 2015 году открыт мемориал в честь воинов-десантников, погибших здесь  в 1941 году

### Публицистика
- Романова Т. В. Так освобождалась Калужская земля: «Первыми ласточками» стали Тарусский и Жуковский районы. // Весть : газета. — 2012. — 18 января.